# Collegio uninominale Friuli-Venezia Giulia - 02 (Camera dei deputati 2017)
Il collegio elettorale uninominale Friuli-Venezia Giulia - 02 è stato un collegio elettorale uninominale della Repubblica Italiana per l'elezione della Camera tra il 2017 ed il 2022.

## Territorio
Come previsto dalla legge elettorale italiana del 2017, il collegio era stato definito tramite decreto legislativo all'interno della circoscrizione Friuli-Venezia Giulia.
Era formato dal territorio di 51 comuni: Aiello del Friuli, Aquileia, Attimis, Campolongo Tapogliano, Capriva del Friuli, Cervignano del Friuli, Cormons, Doberdò del Lago, Dolegna del Collio, Drenchia, Duino-Aurisina, Faedis, Farra d'Isonzo, Fiumicello, Fogliano Redipuglia, Gorizia, Gradisca d'Isonzo, Grado, Grimacco, Lusevera, Mariano del Friuli, Medea, Monfalcone, Monrupino, Moraro, Mossa, Nimis, Prepotto, Pulfero, Resia, Romans d'Isonzo, Ronchi dei Legionari, Ruda, Sagrado, San Canzian d'Isonzo, San Floriano del Collio, San Leonardo, San Lorenzo Isontino, San Pier d'Isonzo, San Pietro al Natisone, Savogna, Savogna d'Isonzo, Sgonico, Staranzano, Stregna, Taipana, Terzo d'Aquileia, Torreano, Turriaco, Villa Vicentina e Villesse.
Il collegio era quindi compreso tra le province di Gorizia, Udine e Trieste.
Il collegio era parte del collegio plurinominale Friuli-Venezia Giulia - 01.

## Eletti
| Elezione | Elezione | Deputato               | Partito         |
| -------- | -------- | ---------------------- | --------------- |
|          | 2018     | Guido Germano Pettarin | Forza Italia    |
|          | 2021     | Guido Germano Pettarin | Coraggio Italia |

## Dati elettorali

### XVIII legislatura
Come previsto dalla legge elettorale, 232 deputati erano eletti con sistema a maggioranza relativa in altrettanti collegi uninominali a turno unico.
| Candidati              | Candidati                        | Voti    | %     | Liste                                | Voti    | %     |
| ---------------------- | -------------------------------- | ------- | ----- | ------------------------------------ | ------- | ----- |
|                        | Guido Germano Pettarin ✔️ Eletto | 42 495  | 37,14 | Lega                                 | 25 325  | 22,13 |
| Forza Italia           | Guido Germano Pettarin ✔️ Eletto | 42 495  | 37,14 | 11 165                               | 9,76    |       |
| Fratelli d'Italia      | Guido Germano Pettarin ✔️ Eletto | 42 495  | 37,14 | 4 805                                | 4,20    |       |
| Noi con l'Italia - UDC | Guido Germano Pettarin ✔️ Eletto | 42 495  | 37,14 | 1 200                                | 1,05    |       |
|                        | Sabrina De Carlo                 | 32 308  | 28,24 | Movimento 5 Stelle                   | 32 308  | 28,24 |
|                        | Giorgio Brandolin                | 28 530  | 24,93 | Partito Democratico                  | 23 639  | 20,66 |
| +Europa                | Giorgio Brandolin                | 28 530  | 24,93 | 3 725                                | 3,26    |       |
| Italia Europa Insieme  | Giorgio Brandolin                | 28 530  | 24,93 | 619                                  | 0,54    |       |
| Civica Popolare        | Giorgio Brandolin                | 28 530  | 24,93 | 547                                  | 0,48    |       |
|                        | Paolo Vizintin                   | 4 860   | 4,25  | Liberi e Uguali                      | 4 860   | 4,25  |
|                        | Sara Cericco                     | 1 261   | 1,10  | CasaPound                            | 1 261   | 1,10  |
|                        | Marco Barone                     | 1 220   | 1,07  | Potere al Popolo!                    | 1 220   | 1,07  |
|                        | Samantha Laxaback Forzoni        | 801     | 0,70  | Italia agli Italiani                 | 801     | 0,70  |
|                        | Guido Tenze                      | 694     | 0,61  | Il Popolo della Famiglia             | 694     | 0,61  |
|                        | Maria Calligaris                 | 563     | 0,49  | Partito Valore Umano                 | 563     | 0,49  |
|                        | Giulia Cartechini                | 410     | 0,36  | Per una Sinistra Rivoluzionaria      | 410     | 0,36  |
|                        | Patrizia Sartor                  | 308     | 0,27  | Siamo                                | 308     | 0,27  |
|                        | Lucia Pertoldi                   | 297     | 0,26  | Patto per l'Autonomia                | 297     | 0,26  |
|                        | Adriano Maule                    | 232     | 0,20  | 10 Volte Meglio                      | 232     | 0,20  |
|                        | Giulia Zanette                   | 158     | 0,14  | Lista del Popolo per la Costituzione | 158     | 0,14  |
|                        | Francesca Roccia                 | 152     | 0,13  | Blocco Nazionale per le Libertà      | 152     | 0,13  |
|                        | Ettore Ribaudo                   | 132     | 0,12  | Rinascimento MIR                     | 132     | 0,12  |
| Totale                 | Totale                           | 114 421 | 100   |                                      | 114 421 | 100   |
|                        |                                  |         |       |                                      |         |       |
| Voti non validi        | Voti non validi                  | 4 949   | 4,15  |                                      |         |       |
| Votanti                | Votanti                          | 119 370 | 75,27 |                                      |         |       |
| Elettori               | Elettori                         | 158 588 |       |                                      |         |       |